# Szabó Imre (újságíró)
Szabó Imre (Érsekújvár, 1882. – Kolozsvár, 1943. szeptember 19.) magyar író, újságíró, műfordító.

## Életútja, munkássága
Középiskolai tanulmányainak elvégzése után újságíró, először Budapesten, majd Kolozsváron az Új Keletnél. 1930–31-ben szerkesztette a Kelet Népe c. Kolozsvárt megjelent rövid életű irodalmi, kritikai és közgazdasági havi szemlét, munkatársa volt a Zsidó Jövőnek.
Regényeiben, elbeszéléseiben és önálló kötetekben kiadott úti jegyzeteiben Románia és az általa bejárt balkáni országok és keleti tájak zsidó világa, a zsidóság ottani helyzete elevenedik meg. Walter Gyula írja Kelet kapujában c. könyvéről: „…szellemi batyujában a riporter éleslátásával és az író könnyed megfogó és átérző művészetével ment le Keletre, helyesebben Törökországba és az ott töltött néhány hét múlva impressziókkal dúsan, színekben meggazdagodva, élményekben felfrissülve tért vissza. Ezek a színek, élmények és impressziók gyorsan és könnyen váltották ki a Kelet kapujában c. sorozatot, amely egészében kerek képet rajzol egy új szellemi és gazdasági evolúció élére álló, halottnak hitt, de kvalitásokban és lehetőségekben gazdag országról és embereiről…” (Pásztortűz, 1927/8). Az utolsó máglya c. regényéről pedig ugyanő: „…Első nagyobb szabású alkotása… Históriai regény, széles ívelésű, bő lélegzetű, sok figurájú, színes alkotás… Az érdekes meseszövésű, sok epizódú, színes pergetésű cselekményt … igen rutinos és avatott író-kézzel… bonyolítja, fonja, oldja meg. [Ez a regény] … egyre jobban mélyülő művészetének újabb dokumentuma, az erdélyi irodalomnak pedig érdemes, friss gazdagodása” (Pásztortűz, 1928/18).
A Napkelet hasábjain 1921–22-ben s több antológiában mutatta be magyar nyelven az új zsidó irodalmat.

## Művei
- Zsidócskák (Kolozsvár, 1921)
- Szent Eliz. Egy modern lány regénye (Kolozsvár, 1923)
- Orrlik és Hebbegő (egyfelvonásos tréfa, Kolozsvár, 1924)
- A piros zubbony. A varázspokróc. Wranyovsky mester (Kolozsvár, 1924)
- Zsidó komédiások (novellák, Kolozsvár, 1925)
- A házmesterlány (színházi kisregény, Kolozsvár, 1926)
- A légvárak urai (elbeszélések, Kolozsvár, 1926)
- Szabó Imre zsidó almanachja; Kadima, Cluj, 1926–1927
- Kelet kapujában (útijegyzetek, kisnyomtatvány, Kolozsvár, 1927)
- Az utolsó máglya (regény, Kolozsvár, 1928)
- Az új Balkán. Útijegyzetek a háború utáni Romániáról, Bulgáriáról, Jugoszláviáról, Görögországról és Törökországról (Kolozsvár, 1929)
- Aki bírja, marja (Kolozsvár, 1931)
- A piros belépő (Kolozsvár, 1932)
- A zsidó Marx (Arad, 1932)
- Toledo (regény, Kolozsvár, 1934)
- Bélyeges irodalom (zsidó miniatűrök antológiája, összeállította Szabó Imre Kolozsvár, 1934)
- Új zsidók (Kolozsvár, 1936)
- Kelet kapujában; Kadima, Cluj, 1937
- Erdély zsidói. 1. Talmudisták, chászidok, cionisták (Kolozsvár, 1938)
- A pozsonyi zsidó ucca (korrajz, Kolozsvár, 1939)
- Simon kancellár. Korrajz (Kolozsvár, 1940)
- Babylon és Júdea (regény, Kolozsvár, 1942)
- Róma és Júdea (elbeszélések, Kolozsvár, 1943)
- Gábort ünneplik (egyfelvonásos tréfa, Kolozsvár, é. n.)
- Zsidó almanach (Kolozsvár, é. n.)

## Fordításai
- Solem Alejchem: Leégett nemesek (Kolozsvár, 1922)
- Oszip Dimov: Szomorúságának énekese (Kolozsvár, 1927)
- Louis Golding: Magnolia Street

Gondozásában jelent meg Hermann Paneth Utazáson a Szentföldön c. könyve (Kolozsvár, 1921).